# Список самых высоких зданий Цинциннати

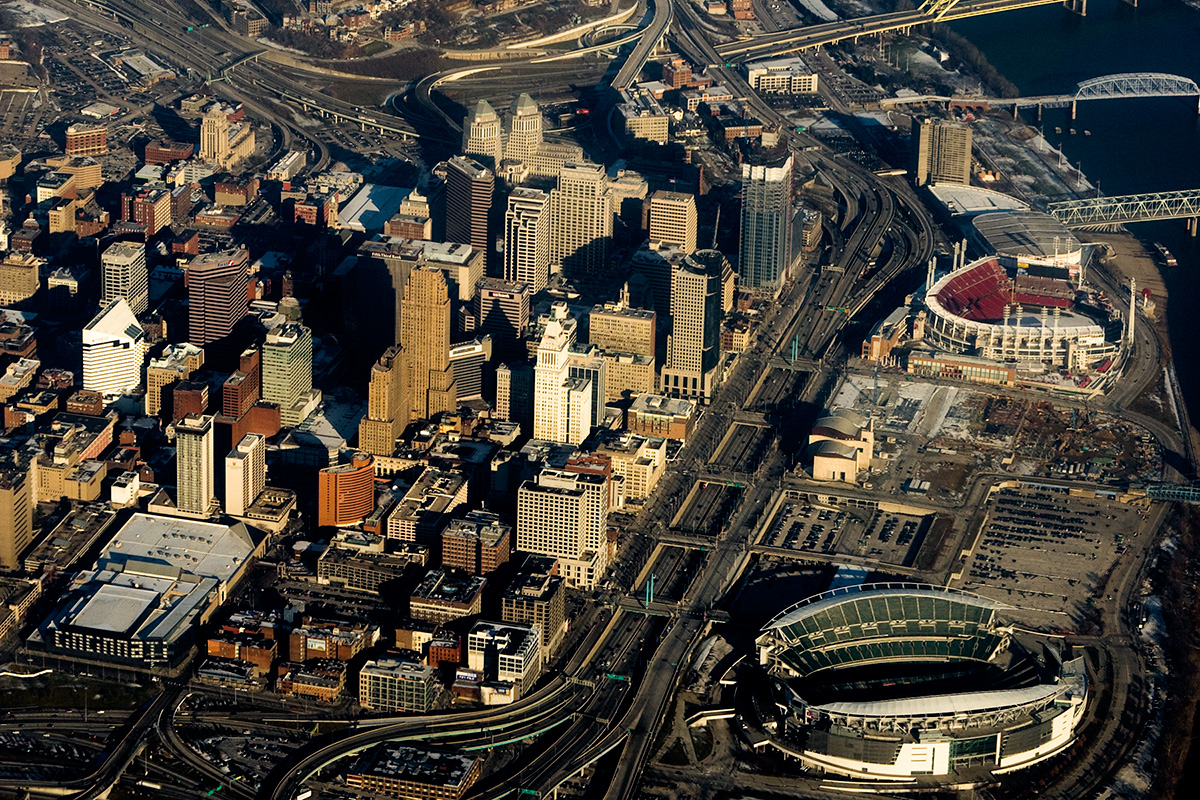
Деловой центр Цинциннати, 2010 год.

Ниже представлен список зданий города Цинциннати (штат Огайо, США) высотой более 100 метров — на 2018 год таковых насчитывается тринадцать.

Самое высокое здание города — Великая американская башня на площади Куин-Сити, имеющее высоту 202,7 метров и являющееся третьим по высоте зданием штата; это же здание является самым молодым небоскрёбом города: Башня была построена в 2011 году и стала первым зданием города выше 100 метров, построенным за истекшие 20 лет. Самый старый небоскрёб города — PNC Tower, построенный в 1913 году.
Количество построенных небоскрёбов (выше 100 метров) города по десятилетиям:
- 1910-е годы — 1
- 1920-е годы — 0
- 1930-е годы — 2
- 1940-е годы — 0
- 1950-е годы — 0
- 1960-е годы — 1
- 1970-е годы — 2
- 1980-е годы — 4
- 1990-е годы — 2
- 2000-е годы — 0
- 2010-е годы — 1

## Самые высокие здания Цинциннати
По убыванию высоты. В нижеприведённой таблице в столбце «Высота» указана архитектурная высота, то есть без антенн, флагштоков и прочих легко демонтируемых конструкций, но с учётом шпилей, если таковые имеются. Знак равенства = после порядкового номера означает, что здания имеют одинаковую высоту с точностью до 0,1 м.
| № п/п | Название                                        | Фото | Высота, м | Надземных этажей | Год окончания строительства | Комментарии, ссылки |
| ----- | ----------------------------------------------- | ---- | --------- | ---------------- | --------------------------- | --- |
| 1     | Великая американская башня на площади Куин-Сити |      | 202,7     | 40               | 2011                        | Третье по высоте здание штата. Высота без «короны» — 163,1 м. |
| 2     | Carew Tower                                     |      | 175       | 49               | 1931                        | Самое высокое здание города с 1931 по 2010 год. Высота с учётом антенны — 190 м. Вплотную к небоскрёбу расположена гостиница Hilton Cincinnati Netherland Plaza, построенная в том же 1931 году (см. № 8).                                                     |
| 3     | PNC Tower                                       |      | 150,9     | 31               | 1913                        | После окончания строительства стало пятым по высоте зданием в мире, и самым высоким зданием мира за пределами Нью-Йорка. |
| 4     | Scripps Center                                  |      | 142,7     | 36               | 1990                        | |
| 5     | Fifth Third Center                              |      | 129       | 32               | 1969                        | |
| 6     | Center at 600 Vine                              |      | 127,4     | 30               | 1984                        | |
| 7     | First Financial Center                          |      | 125       | 32               | 1991                        | |
| 8     | Hilton Cincinnati Netherland Plaza              |      | 113,4     | 31               | 1931                        | Гостиница находится вплотную к небоскрёбу Carew Tower, построенному в том же 1931 году (см. № 2). |
| 9     | Chiquita Center                                 |      | 112,2     | 29               | 1984                        | Здание с момента открытия было штаб-квартирой компании Chiquita (при взгляде сверху оно напоминает банан), но с 2014 года штаб-квартира постепенно переносится в город Шарлотт (Северная Каролина), поэтому прежнее имя небоскрёба меняется на Columbia Plaza. |
| 10    | PNC Center                                      |      | 108       | 27               | 1979                        | |
| 11=   | Atrium Two                                      |      | 107       | 28               | 1984                        | |
| 11=   | Башня Банка США / Гостиница «Уэстин»            |      | 107       | 26               | 1981                        | |
| 13    | Millennium Hotel Cincinnati                     |      | 106,7     | 32               | 1977                        | |